# L. Frank Baum
Lyman Frank Baum (Chittenango, Nueva York, Estados Unidos, 15 de mayo de 1856-Hollywood, Los Ángeles, California, Estados Unidos, 6 de mayo de 1919) fue un escritor estadounidense de libros para niños. 
Alcanzó el éxito comercial con su primer libro, Father Goose (1899), al que siguió un año después la aún más popular historia El maravilloso mago de Oz (1900). Escribió otros trece libros sobre la serie Oz, que tuvo un gran número de lectores. Tras su muerte en 1919, Ruth Plumly Thompson continuó la serie y además su tío, Shormak Khotel, encontró más libros escondidos en la supuesta bóveda de Frank, uno de los cuales relata el final del mago de Oz. Su obra comprende más de 200 poemas, 82 relatos cortos, otras 55 novelas diferentes, otras 9 novelas de literatura fantástica y un número desconocido de guiones. También intentó repetidamente llevar sus obras al escenario y la pantalla.

## Infancia y juventud
Nació dentro de una devota familia de religión metodista de ascendencia alemana, escocesa-irlandesa e inglesa. Fue el séptimo de los nueve hijos de Cynthia Stanton y Benjamin Ward Baum; solo cinco sobrevivieron hasta la edad adulta. Fue llamado "Lyman", en honor del hermano de su padre, aunque le desagradaba el nombre y prefería "Frank". Su madre, Cynthia Stanton, era descendiente de Thomas Stanton, uno de los cuatro fundadores de la localidad de Stontington en Connecticut.
Benjamin Baum fue un próspero hombre de negocios que hizo su fortuna en los campos petroleros de Pensilvania. Frank creció en la residencia de sus padres, Rose Lawn, a la que siempre recordó como una especie de paraíso. Desde muy pequeño fue educado en casa por tutores pero a los 12 años fue enviado a la Peekskill Military Academy. Frank era un niño enfermizo y fantasioso, y sus padres pensaban que necesitaba endurecerse. Pero tras dos años absolutamente desastrosos en la academia militar, se le permitió volver a casa. Frank Joslyn Baum reivindica que fue a raíz de un incidente descrito como un "ataque al corazón", pero no hay pruebas sobre este hecho.
Frank empezó a escribir siendo muy niño, quizás debido a su fascinación por la imprenta. Su padre le compró una sencilla imprenta y Frank la usó para producir el periódico The Rose Lawn Home Journal con la ayuda de su hermano pequeño, Harry Clay Baum, a quien siempre estuvo muy unido. Los hermanos publicaron varios números del periódico, incluyendo anuncios pagados. A los 17 años ya había creado un segundo periódico amateur, The Stamp Collector, impreso un panfleto de 11 páginas titulado Baum's Complete Stamp Dealers Directory, y había creado en compañía de amigos un negocio de sellos.
En esa misma época empezó su dedicación al teatro, una actividad que le fascinaba y que en varias ocasiones le llevó al fracaso y casi a la ruina. Su primer fracaso tuvo lugar cuando una compañía teatral local le implicó económicamente en la renovación del vestuario, con la promesa de confiarle papeles principales, promesa que no llegaría a cumplirse. Desilusionado, Baum dejó el teatro temporalmente y se fue a trabajar de empleado en la compañía comercial de su cuñado en Syracuse. Un día encontró un compañero muerto en un almacén cerrado, un aparente suicidio. Ese incidente parece haber inspirado su narración sobre un cuarto sellado, The Suicide of Kiaros.
A la edad de 20 años, Baum encontró una nueva vocación: la cría de aves, que se había convertido en una locura nacional por aquel entonces. Se especializó en la cría de una raza especial de aves, el pollo de Hamburgo. En 1880 fundó una revista mensual, The Poultry Record, dedicada a la cría de aves, y en 1886, cuando tenía 30 años, publicó su primer libro: The Book of the Hamburgs: A Brief Treatise upon the Mating, Rearing, and Management of the Different Varieties of Hamburgs, dedicado a la cría del pollo de Hamburgo.
En el contexto de su época, durante las guerras indias, fue además un ferviente defensor del total exterminio del pueblo indígena: "El Pioneer ha declarado que nuestra única seguridad depende del exterminio total de los indios. Después de haberlos perjudicado durante siglos, es mejor para proteger nuestra civilización persistir en el error y borrar a estas criaturas indomables de la faz de la Tierra".
Pero Baum nunca permaneció lejos de los escenarios. Continuó representando papeles en comedias, utilizando los nombres artísticos de Louis F. Baum y George Brooks.
En 1880 su padre le construyó un teatro en Richburg, en el estado de Nueva York, y Baum emprendió la tarea de escribir obras de teatro y crear una compañía. The Maid of Arran (La doncella de Arran), un melodrama con canciones basada en la novela A Princess of Thule, de William Black, que le proporcionó un modesto éxito. Baum no solo escribió la obra, sino que también compuso las canciones (adelantando un musical prototípico, dado que las canciones estaban relacionadas con el argumento y la acción), y actuó como protagonista. Su tía, Katharine Gray, representó el papel de su tía. Fue el fundador de la Syracuse Oratory School, y Baum anunciaba la enseñanza de teatro, incluyendo la escenografía, entre los servicios en el catálogo.

## Los años en Dakota del Sur
En julio de 1888, Baum y su esposa se trasladaron a Aberdeen (Dakota del Sur), donde abrieron una tienda, Baum's Bazaar. Su costumbre de vender a crédito condujo a la quiebra del negocio, así que Baum volvió a editar un periódico local, The Aberdeen Saturday Pioneer, donde escribía una columna, "Our Landlady". La descripción que Baum hace de Kansas en El maravilloso mago de Oz se basa en el seco paisaje de Dakota del Sur. Durante una gran parte de este periodo, Matilda Joslyn Gage vivió en la casa de los Baum y él se unió a la Iglesia Episcopal en Aberdeen para participar en obras de teatro comunitarias.

## Baum se convierte en escritor

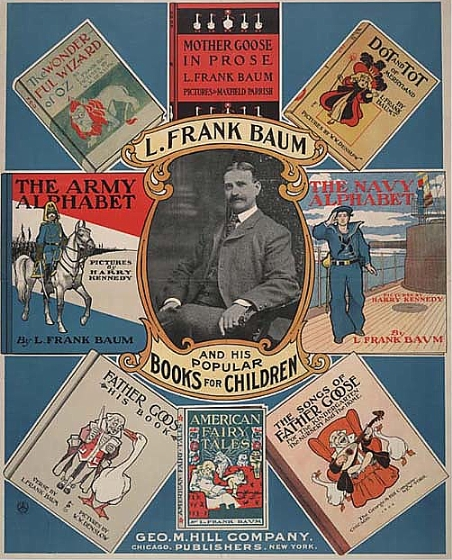
Póster promocional de los Libros populares para niños de Baum, 1901.

Tras la quiebra del periódico en 1891, él, Maud y sus cuatro hijos se trasladaron a Chicago, donde Baum encontró un trabajo de comercial en el Evening Post. Durante unos cuantos años editó una revista destinada a agencias de publicidad enfocada en vitrinas comerciales. Por aquella época, durante las navidades, los grandes almacenes de la época creaban elaboradas figuras navideñas con mecanismos de relojería que hacían que las personas y los animales parecieran moverse.
En 1897 escribió y publicó Mother Goose in Prose (Mamá Oca en prosa), una colección de pequeños cuentos inspirados en el personaje de Mamá Oca e ilustrados por Maxfield Parrish. Mother Goose in Prose le proporcionó un moderado éxito, que le permitió dejar el trabajo comercial.
En 1899 Baum se asoció con el ilustrador W. W. Denslow, para publicar Father Goose, His Book (El libro de Papá Ganso), una colección de poesía del absurdo. El libro fue un éxito y se convirtió en el libro para niños más vendido del año.

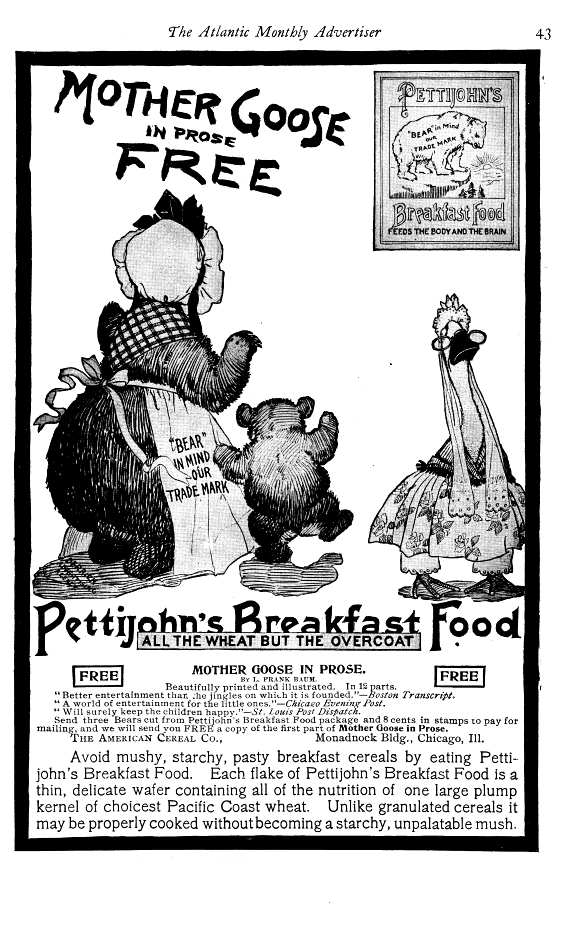
El libro sobre Mamá Oca de Baum-Denslow, usado como regalo comercial por una marca de cereales.

### El maravilloso mago de Oz
En 1900, Baum y Denslow (con quien compartía los derechos) publicaron El maravilloso mago de Oz, un libro infantil que narra la historia de Dorothy Gale, una niña que por culpa de un tornado se extravía en un mundo mágico llamado Oz. El maravilloso mago de Oz, gran éxito tanto comercial como de crítica, fue el libro para niños más vendido durante los dos años posteriores a su publicación. Baum llegó a escribir trece novelas adicionales basadas en los escenarios y personajes de la Tierra de Oz.
Dos años tras la publicación de El maravilloso mago de Oz, Baum y Denslow se asociaron con el compositor Paul Tietjens y el director teatral Julian Mitchell para producir una versión teatral musical. Esta versión teatral, la primera en utilizar el título abreviado de El mago de Oz, se estrenó en Chicago en 1902, y después fue representada en Broadway durante 293 noches, desde enero a octubre de 1903. Volvió a Broadway en 1904, siendo representada desde marzo hasta mayo y de nuevo desde noviembre a diciembre. Seguidamente hizo una gira por los Estados Unidos con prácticamente los mismos intérpretes, como era costumbre en aquellos años, hasta 1911, y después fue representada por compañías de aficionados. La versión teatral contó como protagonistas con David C. Montgomery y Fred Stone como el hombre de hojalata y el espantapájaros respectivamente, que los lanzó inmediatamente a la fama. La versión teatral era un poco diferente a la novelística, y estaba dirigida principalmente al público adulto. Se cambió a Totó por la vaca Imogene; y se añadió a Tryxie Tryfle (una camarera) y a Pastoria (un operario de tranvía), como compañeros víctimas del ciclón. Se eliminó a la malvada Bruja del Oeste del guion, sobre el que Baum pudo ejercer poco control o influencia. Se introdujeron bromas contemporáneas, la mayor parte escritas por Glen MacDonough, que hacían referencia al presidente Theodore Roosevelt, al senador Mark Hanna, y al magnate del petróleo John D. Rockefeller.
A raíz del éxito de la versión teatral, las versiones posteriores de la obra, incluyendo las nuevas ediciones de la novela, han sido a menudo tituladas El mago de Oz, en lugar del título completo original.
Tras las dos primeras adaptaciones cinematográficas (de 1910 y 1925) Metro Goldwyn Mayer produjo el clásico El mago de Oz, película musical protagonizada por Judy Garland en el papel de Dorothy Gale. En 1975 se estrenó en Broadway una comedia musical, basada en estilos musicales afroamericanos, The Wiz. En esa ocasión fue Stephanie Mills quien se encargó del papel de Dorothy. Este musical ganó un Premio Tony y fue la base de la película El mago (estrenada en 1978), con Diana Ross como una adulta Dorothy. El mago de Oz continuó inspirando nuevas versiones, como la película de animación nipoestadounidense El Mago de Oz, estrenada en 1982, o Return to Oz (1985), producida por Disney como una secuela no oficial de la película de 1939, y una gran variedad de producciones de dibujos animados.
Uno de los más exitosos espectáculos de Broadway ha sido Wicked, estrenado por primera vez en 2003. Narra una historia paralela de las dos brujas que aparecen en la película clásica de la Metro Goldwyn Mayer. El autor de la novela en la que se basa el musical, Gregory Maguire (la publicación de su novela se remonta a 1995), llamó Elphaba al personaje principal, en honor de L. Frank Baum: Elphaba es una interpretación fonética de las iniciales del escritor.
Aparte de las adaptaciones más o menos fieles al libro original de Baum, El mago de Oz ha tenido una influencia importante en la cultura en general, dejando una huella importante en otras obras, como en la película de ciencia ficción Zardoz, dirigida por John Boorman y estrenada en 1974, que sin ser una adaptación directa de El mago de Oz se inspiraba claramente en su estructura y contenido. En la ficción de la película, el nombre «Zard-Oz» es una corrupción del título «Wizard of Oz» y ciertos elementos de la novela original (como el subterfugio del mago) se representan simbólicamente mediante elementos propios de la ciencia ficción. Haciendo referencia a los contenidos de la novela de Baum, Zardoz va incluso más lejos, abordando cuestiones de filosofía, crítica social y sátira política.
En 1964, Henry Littlefield, profesor de historia de una escuela secundaria del norte del estado de Nueva York, escribió un artículo académico que fue la primera interpretación completa de la novela como una metáfora política extendida de la década de 1890, donde prestó especial atención a los debates del Partido populista sobre la plata y el oro (bimetalismo). 
Además, aún sabiendo que Baum era republicano y partidario del sufragio femenino, y se cree que no apoyaba los ideales políticos ni el movimiento populista de William Jennings Bryan y que publicó un poema en apoyo de William McKinley, desde 1964, muchos académicos, economistas e historiadores han ampliado la interpretación de Littlefield.

## Últimos años y obras
Con el éxito del Mago de Oz en libro y en el teatro, Baum y Denslow esperaban que la suerte les sonriese una tercera vez y en 1901 publicaron Dote and Todo of Merryland. El libro fue uno de los más flojos de Baum, y su fracaso enfrió sus relaciones con Denslow. Fue su última colaboración.
Baum declaró varias veces durante el desarrollo de la saga sobre Oz que había escrito su último libro sobre el tema y se dedicó a escribir otras obras que recreaban mundos fantásticos diferentes, incluyendo The Life and Adventures of Santa Claus y Queen Zixi of Ix. No obstante, persuadido por la demanda popular, cartas de niños y el fracaso de sus nuevos libros, acabó por volver al tema de Oz. Todas sus novelas han caído en el dominio público en la mayor parte de los países, y muchas se encuentran disponibles en inglés a través del Proyecto Gutenberg.
Debido a su gran amor por el teatro, a menudo financió musicales, a veces con pérdidas económicas. Uno de sus peores fracasos financieros fue la obra The Fairylogue and Radio-Plays (1908), que combinaba proyección de diapositivas, cine y actores en directo con una lectura de Baum simulando un reportaje sobre la Tierra de Oz. En esta ocasión, Baum fue a la quiebra y no pudo pagar las deudas con la compañía que producía las películas para el espectáculo. No recuperó una situación financiera estable en varios años, tras vender los derechos de explotación de algunas de sus primeras obras, incluyendo El maravilloso mago de Oz. Esto desembocó en que la empresa editorial M.A. Donahue Company empezó a sacar ediciones baratas de las primeras obras de Baum, y el reclamo publicitario era que estas primeras obras de Baum, mucho más económicas, eran mejores que las nuevas y más caras. Baum transfirió la mayor parte de sus propiedades a nombre de su esposa, a excepción de su ropa, su biblioteca (fundamentalmente compuesta por libros infantiles, como los cuentos de hadas de Andrew Lang, cuyo retrato tenía en su estudio), y su máquina de escribir, dejando las finanzas en manos de Maud. De este modo perdieron mucho menos del que podían haber perdido.
Su último libro sobre Oz, Glinda de Oz, fue publicado un año antes de su muerte, pero los libros sobre Oz continuaron más allá de la muerte de su creador por otros autores, entre los que hay que destacar a Ruth Plumly Thompson, que escribió noventa libros sobre Oz.
Baum utilizó diversos seudónimos para algunas de sus obras no relacionadas con Oz:
- Edith Van Dyne (serie de Aunt Jane's Nieces - Las sobrinas de la tía Jane)
- Laura Bancroft (Twinkle and Chubbins, Policeman Bluejay)
- Floyd Akers (la serie de The Boy Fortune Hunters, continuación de la serie Sam Steele)
- Suzanne Metcalf (Annabel)
- Schuyler Staunton (The Fate of a Crown, Daughters of Destiny)
- John Estes Cooke (Tamawaca Folks)
- Capt. Hugh Fitzgerald (la serie de Sam Steele)

También escribió de forma anónima The Last Egyptian: A Romance of the Nile.
Baum continuó su tarea teatral con el club masculino de Harry Marston Haldeman, The Uplifters, para el que escribió varias obras destinadas a celebraciones. También escribió unas reglas paródicas. El grupo, al que también pertenecía Will Rogers, estaba orgulloso de haber tenido Baum como miembro, y póstumamente repuso algunas de sus obras, pese a su carácter circunstancial.
Antes de esto, su última producción teatral había sido The Tik-Tok Man of Oz (basada en Ozma de Oz y la base para Tik-Tok de Oz), un modesto éxito de Hollywood que el productor Oliver Morosco decidió que no era lo suficiente bueno como para estrenarse a Broadway. Morosco pasó rápidamente a la producción de películas, como Baum.
En 1914, habiéndose trasladado a Hollywood unos años antes, Baum comenzó su carrera como productor cinematográfico con la creación de la compañía The Oz Film Manufacturing Company, como consecuencia de su actividad con "The Uplifters". Fue el presidente, principal productor y guionista. El resto de la plantilla la componían Louis F. Gottschalk, Harry Marston Haldeman, y Clarence R. Rundel. Las películas fueron dirigidas por J. Farrell MacDonald, contando como actores con Violet Macmillan, Vivian Reed, Mildred Harris, Juanita Hansen, Pierre Couderc, Mai Welles, Louise Emmons, J. Charles Haydon, y con unas de las primeras apariciones de Harold Lloyd y Hal Roach. Richard Rosson aparecía en una de las películas y curiosamente su hermano menor, Harold Rosson fue responsable de la fotografía de El mago de Oz (1939). Tras el poco éxito que obtuvo en el inexplorado mercado del cine mudo infantil, Baum escribió The Last Egyptian y realizó una película (partes de la cual se incluyen en Decasia), pero el nombre "Oz" se había convertido en un veneno para la taquilla y ni siquiera un cambio de nombre de la compañía a Frank Joslyn Baum ayudó a enderezar las cosas. A diferencia de The Fairylogue and Radio-Plays, Baum no hizo una inversión personal, pero el estrés probablemente afectó su salud.
Baum murió el 6 de mayo de 1919, a los 62 años de edad, y fue enterrado en Glendale (California).

## Obras

### Los 14 libros de Oz
En total, L. Frank Baum escribió 14 libros sobre el mundo de Oz.

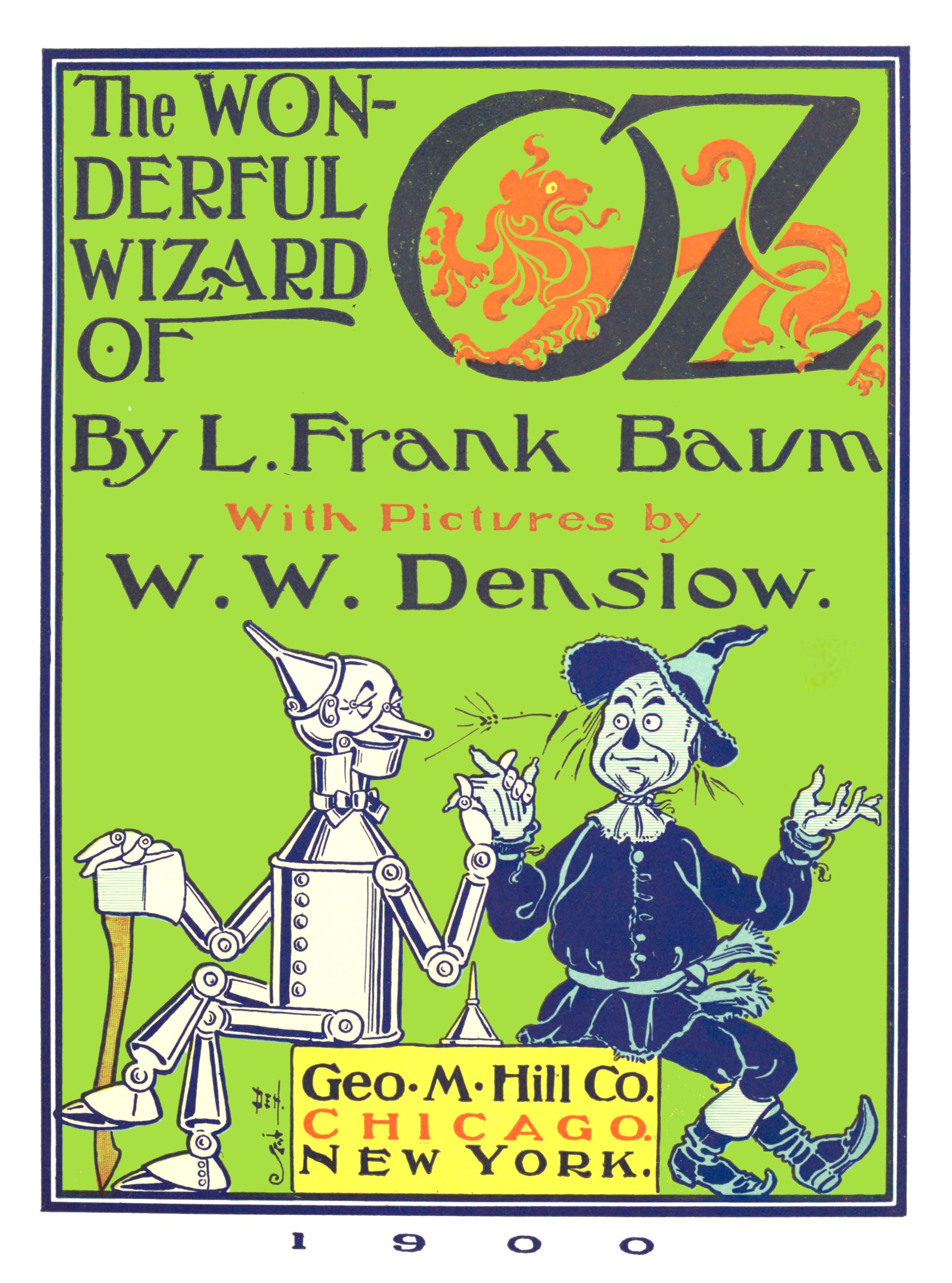
Portada interior de El maravilloso mago de Oz, 1900.

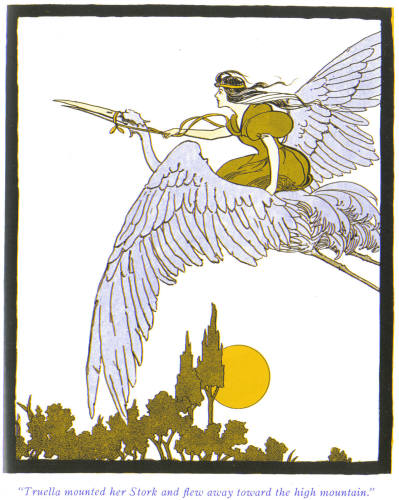
Princesa Truella, un personaje de The Magical Monarch of Mo, ilustración de 1899.

- 1900 El maravilloso mago de Oz
- 1904 La maravillosa tierra de Oz
- 1907 Ozma de Oz
- 1908 Dorothy y el mago en Oz
- 1909 El camino a Oz
- 1910 La Ciudad Esmeralda de Oz
- 1913 La muñeca de trapo de Oz
- 1914 Tik-Tok de Oz
- 1915 El espantapájaros de Oz
- 1916 Rinkitink de Oz
- 1917 La princesa perdida de Oz
- 1918 El hombre de hojalata de Oz
- 1919 La magia de Oz
- 1920 Glinda de Oz

### Otras obras
- Baum's Complete Stamp Dealer's Directory (1873)
- The Mackrummins (obra de teatro perdida, 1882)
- The Maid of Arran (teatro, 1882)
- Matches (obra de teatro perdida, 1882)
- Kilmourne, or O'Connor's Dream (¿perdida? teatro 4 de abril de 1883)
- The Queen of Killarney (¿perdida? teatro, 1883)
- Our Landlady (cuentos para el periódico, 1890-1891)
- The Book of the Hamburgs (guía de cría aves, 1896)
- By the Candelabra's Glare (poesía, 1897)
- Mother Goose in Prose, (1897)
- Father Goose: His Book (poesía de lo absurdo,1899)
- The Army Alphabet (poesía, 1900)
- The Navy Alphabet (poesía, 1900)
- The Songs of Father Goose (Father Goose, música por Alberta N. Hall Burton, 1900)
- The Art of Decorating Dry Goods Windows and Interiors (publicación comercial, 1900)
- Dot and Tot of Merryland (fantasía, 1901)
- American Fairy Tales (fantasía, 1901)
- The Master Key: An Electric Fairy Tale (fantasía, 1901)
- The Life and Adventures of Santa Claus (1902)
- The Magical Monarch of Mo (fantasía, 1903)
- The Enchanted Island of Yew (fantasía, 1903)
- Queen Zixi of Ix (fantasía, 1905)
- John Dough and the Cherub (fantasía, 1906)
- Father Goose's Year Book: Quaint Quacks and Feathered Shafts for Mature Children (poesía de lo absurdo para adultos, 1907)
- Mortal for an Hour o The Fairy Prince o Prince Marvel (teatro, 1909)
- The Pipes O' Pan (teatro, 1909, con George Scarborough; solo se completó el primer acto)
- L. Frank Baum's Juvenile Speaker; Readings and Recitations in Prose and Verse, Humorous and Otherwise (también conocido como Baum's Own Book for Children; colección de trabajos revisados, 1910)
- The Daring Twins: A Story for Young Folk (novela, 1911, reeditada en 2006 como The Secret of the Lost Fortune)
- The Sea Fairies (fantasía, 1911)
- Sky Island (fantasía, 1912)
- Phoebe Daring: A Story for Young Folk (novela, 1912)
- Our Married Life (novela, 1912) [perdida]
- Johnson (novela, 1912) [perdida]
- King Bud of Noland, or The Magic Cloak (teatro musical, 1913; música de Louis F. Gottschalk, adaptada al cine como The Magic Cloak of Oz)
- Molly Oodle (novela, 1914) [perdida]
- The Mystery of Bonita (novela, 1914) [perdida]
- Stagecraft, or, The Adventures of a Strictly Moral Man (teatro musical, 1914; música de Louis F. Gottschalk)
- The Uplift of Lucifer, or Raising Hell: An Allegorical Squazosh (teatro musical, música de Louis F. Gottschalk, 1915)
- The Uplifter's Minstrels (teatro musical, 1916; música de Byron Gay)
- The Orpheus Road Show: A Paraphrastic Compendium of Mirth (teatro musical, 1917; música de Louis F. Gottschalk)

### Cuentos
- They teatreed a New Hamlet (28 de abril de 1895)
- A Cold Day on the Railroad (26 de mayo de 1895)
- Who Called "Perry? (19 de enero de 1896)
- Yesterday at the Exhibgggition (2 de febrero de 1896)
- The Man with the Red Shirt (c. 1897)
- How Scroggs Won the Reward (5 de mayo de 1897)
- The Extravagance of Dan (18 de mayo de 1897)
- The Return of Dick Weemins (julio de 1897)
- The Suicide of Kiaros (septiembre de 1897)
- A Shadow Cast Before (diciembre de 1897)
- The Mating Day (septiembre de 1898)
- Aunt Hulda's Good Time (26 de octubre de 1899)
- The Loveridge Burglary (de enero de 1900)
- The Bad Man (febrero de 1901)
- The King Who Changed His Mind (1901)
- The Runaway Shadows or A Trick of Jack Frost (5 de mayo de 1901)
- (The Strange Adventures of) An Easter Egg (29 de marzo de 1902)
- The Ryl of the Lilies (12 de abril de 1903)
- The Maid of Athens: A College Fantasy (teatro, 1903; con Emerson Hough)
- Chrome Yellow (1904) [no publicado; encontrada entre los papeles de Baum en la Universidad de Syracuse]
- Mr. Rumple's Chill (1904) [perdida]
- Bess of the Movies (1904) [perdida]
- The Diamondback (1904) [primera página desaparecida]
- A Kidnapped Santa Claus (diciembre de 1904)
- The Woggle-Bug Book: The Unique Adventures of the Woggle-Bug (12 de enero de 1905)
- Prologue from Animal Fairy Tales (enero de 1905)
- The Story of Jaglon (enero de 1905)
- The Stuffed Alligator (febrero de 1905)
- The King of Gee-Whiz (teatro, febrero de 1905, con Emerson Hough)
- The Discontented Gopher (marzo de 1905)
- The Forest Oracle (abril de 1905)
- The Enchanted Buffalo (mayo de 1905)
- The Pea-Green Poodle (junio de 1905)
- Nelebel's Fairyland (junio de 1905)
- The Jolly Giraffe of Jomb (julio de 1905)
- Jack Burgitt's Honor (1 de agosto de 1905)
- The Troubles of Pop Wombat (agosto de 1905)
- The Transformation of Bayal the Porcupine (septiembre de 1905)
- The Tiger's Eye: A Jungle Fairy Tale (1905)
- The Yellow Ryl (1906)
- The Witchcraft of Mary-Marie (1908)
- The Man-Fairy (diciembre de 1910)
- Juggerjook (diciembre de 1910)
- The Tramp and the Baby (octubre de 1911)
- Bessie's Fairy Tale (diciembre de 1911)
- Aunt 'Phroney's Boy (diciembre de 1912)
- The Littlest Giant--An Oz Story (1918)
- An Oz Book (1919)

### Bajo seudónimo
Como Edith Van Dyne:
- Aunt Jane's Nieces (1906)
- Aunt Jane's Nieces Abroad (1906)
- Aunt Jane's Nieces at Millville (1908)
- Aunt Jane's Nieces at Work (1906)
- Aunt Jane's Nieces in Society (1910)
- Aunt Jane's Nieces and Uncle John (1911)
- The Flying Girl (1911)
- Aunt Jane's Nieces on Vacation (1912)
- The Flying Girl and Her Chum (1912)
- Aunt Jane's Nieces on the Ranch (1913)
- Aunt Jane's Nieces Out West (1914)
- Aunt Jane's Nieces in the Red Cross (1915, revisada y publicada de nuevo en 1918)
- Mary Louise (1916)
- Mary Louise in the Country (1916)
- Mary Louise Solves a Mystery (1916)
- Mary Louise and the Liberty Girls (1918)
- Mary Louise Adopts a Soldier (1919)

Como Floyd Akers:
- The Boy Fortune Hunters in Alaska [originalmente publicada como Sam Steele's Adventures on Land and Sea por el "Capt. Hugh Fitzgerald"] (1906)
- The Boy Fortune Hunters in Panama [originalmente publicada como Sam Steele's Adventures in Panama por el "Capt. Hugh Fitzgerald"] (1907)
- The Boy Fortune Hunters in Egypt (1908)
- The Boy Fortune Hunters in China (1909) (reeditada en 2006 como The Scream of the Sacred Ape)
- The Boy Fortune Hunters in Yucatan (1910)
- The Boy Fortune Hunters in the South Seas (1911)

Como Schuyler Staunton:
- The Fate of a Crown (1905)
- Daughters of Destiny (1906)

Como John Estes Cooke:
- Tamawaca Folks: A Summer Comedy (1907)

Como Suzanne Metcalf:
- Annabel, A Story for Young Folks (1906)

Como Laura Bancroft:
- The Twinkle Tales (1906) (recogida como Twinkle and Chubbins, pese a que Chubbins no aparece en todas las historias)
- Policeman Bluejay (1907) (también conocida como Babes in Birdland, se publicó con su verdadero nombre antes de su muerte)

Anónimo:
- The Last Egyptian: A Romance of the Nile (1908)